# Lawrence Treat
Lawrence Treat, pseudonimo di Lawrence Arthur Goldstone (New York, 21 dicembre 1903 – Martha's Vineyard, 7 gennaio 1998), è stato uno scrittore statunitense considerato tra i creatori del filone poliziesco police procedural.

## Biografia
Lawrence Arthur Goldstone nasce il 21 dicembre 1903 a New York.
Dopo gli studi al Dartmouth College e la laurea in legge alla Columbia University nel 1927, esercita la professione di avvocato fino al 1928 (anno dello scioglimento del suo studio) e si trasferisce quindi a Parigi dove inizia a scrivere racconti del mistero ed enigmi per immagini.
Tornato negli Stati Uniti dà alle stampe numerosi romanzi e racconti polizieschi dando vita nel 1945 con V as in Victim al sottogenere police procedural.
Co-fondatore nel 1945 del  Mystery Writers of America e vincitore di 3 Edgar Award, muore a 94 anni il 7 gennaio 1998 sull'isola di Martha's Vineyard.

## Opere principali

### Serie Carl Wayward
- B as in Banshee (1940)
- D as in Dead (1941)
- H as in Hangman (1942)
- O as in Omen (1943)

### Serie Mitch Taylor, Jub Freeman e Bill Decker
- V as in Victim (1945)
- H as in Hunted (1946)
- Q as in Quicksand (1947)
- T as in Trapped (1947)
- F as in Flight (1948)
- La scala all'inferno (Over the Edge, 1948), Milano, Longanesi, 1957 traduzione di Elisa Marpicati
- Big Shot (1951)
- Weep for a Wanton (1957)
- Lady, Drop Dead (1960)

### Altri romanzi
- Run Far, Run Fast (1937) firmato Lawrence A. Goldstone
- The Leather Man (1944)
- Trial and Terror (1949)
- H as in Homicide (1965)
- Venus Unarmed (1961)

### Raccolte di racconti
- P as in Police: 16 Procedural Short Stories (1970)
- The Clue Armchair Detective (1983)

### Saggi
- Murder in Mind (1967)
- Mystery Writer’s Handbook (1976)

### Miscellanea
- Bringing Sherlock Home (1930)
- Crime and Puzzlement I (1935)
- Crime and Puzzlement II (1981)
- You’re the Detective! (1983)
- Crime and Puzzlement III (1988)

## Adattamenti televisivi
- Suspense serie TV episodio 4x36 (1952)
- Alfred Hitchcock presenta serie TV episodio 3x11 (1957) e episodio 4x09 (1958)
- I misteri di Orson Welles serie TV episodio 1x18
- Alfred Hitchcock presenta serie TV episodio 1x03 (1985)

## Premi e riconoscimenti
- Premio Edgar per il miglior racconto breve: 1965 vincitore con H as in Homicide
- Premio Edgar Speciale: 1976 vincitore con Mystery Writer’s Handbook
- Premio Edgar per il miglior episodio in una serie televisiva: 1987 vincitore con Wake Me When I'm Dead